# Шитиково (Кемеровская область)
Шитиково — деревня в Юргинском районе Кемеровской области России. Входит в состав Лебяжье-Асановского сельского поселения.

## География
Деревня находится в северо-западной части области, на правом берегу реки Лебяжья, на расстоянии примерно 8 километров (по прямой) к западу-северо-западу от районного центра города Юрга. Абсолютная высота — 137 метров над уровнем моря.
Часовой пояс
Деревня Шитиково, как и вся Кемеровская область, находится в часовой зоне МСК+4. Смещение применяемого времени относительно UTC составляет +7:00.

## История
Основана в 1704 году. В «Списке населённых мест Российской империи» 1868 года издания населённый пункт упомянут как заводская деревня Шитикова Томского округа (2-го участка) при речке Лебяжей, расположенная в 81 версте от окружного центра Томска. В деревне имелось 29 дворов и проживало 177 человек (83 мужчины и 94 женщины).
В 1911 году в деревне, входившей в состав Тутальской волости Томского уезда, имелось 78 дворов и проживало 485 человек (245 мужчин и 240 женщин). Действовала мелочная лавка.
По данным 1926 года имелось 140 хозяйств и проживало 740 человек (в основном — русские). В административном отношении являлась центром Шитиковского сельсовета Юргинского района Томского округа Сибирского края.

## Население
| 2010 |
| ---- |
| 37   |

Половой состав
По данным Всероссийской переписи населения 2010 года в гендерной структуре населения мужчины составляли 54,1 %, женщины — соответственно 45,9 %.
Национальный состав
Согласно результатам переписи 2002 года, в национальной структуре населения русские составляли 99 % из 79 человек.

## Улицы
Уличная сеть деревни состоит из трёх улиц.